# 橡樹丘公墓 (華盛頓哥倫比亞特區)
橡樹丘公墓（英語：Oak Hill Cemetery）是一個坐落於華盛頓特區喬治敦的有歷史意義的墓園、植物園。它的面積大約是22英畝（8.9公頃），其中包括橡樹丘公墓小教堂和國家史蹟名錄中的范奈斯陵。
1848年，在橡樹丘開始了鄉村建設公墓運動，受奧本山公墓建成的影響，威廉·威爾森·柯克倫買下了15英畝（6.1公頃）的土地并組織了公墓公司以監管橡樹丘公墓的建造。
橡樹丘小教堂始建於1849年，建築師是著名的小詹姆斯·倫威克，他也是聖巴特里爵主教座堂和史密森學會城堡的建築師。這個一層的矩形小教堂大小23×41英尺（7×12米），坐落在公墓的最高點上，屬於哥特復興式建築風格。
1851年，景觀設計師George F. de la Roche上尉開始設計墓園的曲徑和階地，到1853年完工為止，他在公墓的景觀和建築上共花去了55,000美元。

## 埋葬者

### A
- 迪安·艾奇遜（1893年-1971年），美國律師、政治家，曾任美國國務卿。
- 弗雷德里克·艾肯（1832年-1878年），律師。

### B
- 斯賓塞·富勒頓·貝爾德（1823年-1887年）美國博物學家、鳥類學家和魚類學家。史密森學會的第二任秘書。

### C
- 威金森·卡爾（1834年－1910年），美國參議員。
- 塞繆爾·S·卡羅爾（1832年－1893年），美國陸軍將軍。
- 約瑟夫·卡西（1814年－1879年），美國眾議院議員。
- 威廉·威爾森·柯克倫（1798年－1888年），銀行家、慈善家。
- 查理·卡茨（1771年－1845年），美國眾議員、國庫監督。

### D
- 雷切爾·戴維斯（Rachel Davies）：見“F”下Rahel o Fôn。
- 約西亞·丹特（1817年－1899年），哥倫比亞特區監事會會長。
- 洛倫佐·陶（1777年－1834年），牧師、作家。
- 威廉·M·鄧恩（1814年－1887年），美國眾議員、美國陸軍軍法署署長。

### E
- 約翰·伊頓（1790年－1856年），美國參議院議員、美國戰爭部長。
- 小喬治·尤斯提斯（1828年－1872年），美國眾議員。

### F
- 雷切爾·戴維斯 (Rahel o Fôn，1846年－1915年），牧師。
- 尤賴亞·佛利斯特（1746年－1805年），大陸會議議員、美國眾議員。
- 托馬斯·J·D·富勒（1808年－1876年），美國眾議員。

### G
- 凱瑟琳·葛蘭姆（1917年－2001年）《華盛頓郵報》的社論版記者、《華盛頓郵報》發行人。

### H
- 彼得·V·漢格（1815年－1893年），美國陸軍軍官。
- 約翰·哈里斯 (海軍陸戰隊) （1793年－1864年），第六任海軍陸戰隊司令，陸軍上校。
- 詹姆斯·P·海斯（1777年－1854年），美國眾議員。
- 約翰·J·亨普希爾（1849年－1912年），美國眾議員。
- 約瑟夫·亨利（1797年－1878年），史密森學會第一任秘書。
- 赫爾曼·何樂禮（1860年－1929年），統計學家、發明家。
- 塞繆爾·霍普（1808年－1875年），美國眾議員。

### I
- 艾伯·C·英格索爾（1831年－1879年），美國眾議員。

### J
- 托馬斯·傑瑟普（1788年－1860年），美國陸軍軍需總長，“現代美國軍需兵之父”。

### K
- Philip Barton Key（1757年－1815年），美國眾議員。

### L
- 威廉·S·林肯（1813年－1893年），美國眾議員。

### M
- 蓋爾·W·麥吉（1915年－1992年），美國參議員，美洲國家組織美國大使。
- 約翰·R·麥弗遜（1833年－1897年），美國參議員。

### O
- Štefan Osuský（1889年－1973年），斯洛伐克外交家。

### P
- 尊·侯活·披（1791年－1852年），Home! Sweet Home!作者。
- 喬治·彼得（1779年－1861年），美國眾議員。
- 查理斯波羅莫伊（1825年－1981年），美國眾議員。
- 約翰普爾（1826年－1884年），美國參議員。

### R
- 傑西·L·雷諾（1823年－1863年），美國陸軍軍官。
- 馬克思·羅賓森（1939年－1988年），新聞工作者。
- 威廉雷亞·德羅傑斯（1860年－1944年），美國海軍上將，軍事歷史學家。

### S
- 霍華德·K·史密斯（1914年－2002年），CBS和ABC新聞廣播員、戰地記者、電影明星。
- 塞繆爾·斯普林格（1783年－1855年）。
- 愛扥文·M·斯坦頓（1814年－1869年），美國司法部長、戰爭部長。
- 赫斯特·L·史蒂文森（1803年－1864年），美國眾議員。
- 諾亞·海耶斯·司瓦尼（1804年－1884年），美國最高法院大法官。

### T
- 詹姆斯·諾貝爾·泰恩（1826年－1904年），美國眾議員。

### W
- 羅伯特·J·沃克（1801年－1869年），美國財政部長、參議員。
- 喬治·卡賓·華盛頓（1789年－1854年），美國眾議員。
- 愛德華·道格拉斯·懷特（1844年－1921年），美國最高法院大法官、首席大法官。[1]

### Y
- David Levy Yulee（1810年－1886年），美國參議員。